# Конвергентная журналистика
Конверге́нтная журнали́стика (англ. Convergence journalism) — это процесс слияния, интеграции информационных и коммуникативных технологий в единый информационный ресурс. Сегодня современные медиа-компании расширяют свой спектр информационных и развлекательных продуктов и используют при этом «новые» формы подачи медиапродукта: онлайн газета, радио в интернете, веб-телевидение.
Само слово конвергенция произошло от латинского convergo — «сближаю». В английском языке convergence означает «схождение в одной точке». Павликова М. дает следующее определение, ссылаясь при этом на канадского исследователя СМИ и коммуникаций Дэниса Маккуэйла: «Это распространение одного и того же содержательного продукта по разным каналам, разными средствами» . В широком смысле конвергенция может пониматься не только как взаимное влияние явлений, но и взаимопроникновение технологий, стирание границ между ними, слияние.
А. Г. Качкаева предлагает следующую классификацию конвергенции:
- Конвергенция как бизнес-стратегия медиахолдинга
- Конвергенция как тактика
- Конвергенция как «переупаковка»
- Конвергенция в сфере сбора и производства информации
- Конвергенция как новый вид подачи информации

Таким образом, конвергенция может пониматься как передача единого контента разными средствами (с помощью текста, звука или видео) и по разным каналам коммуникации (пресса, телевидение, радио, Интернет)

## Возникновение конвергентной журналистики
Впервые новый подход к деятельности СМИ и определение понятия «система средств массовой информации» были введены Хелемендиком В. С. в 1977 году. В итоге изменяется традиционная система СМИ. Современные газеты, радио, телевидение и Интернет функционируют в мультимедийной среде, где образуется сближение. Хелемендик обозначил ведущие принципы координации средств массовой коммуникации: специфичность, систематическое корректирование содержания, функциональная взаимозависимость и необходимость признания общности функций печати, радио и телевидения и их взаимодействия. Это позволило учёному ещё в 1970-е годы выдвинуть гипотезу о том, что «со временем организационная структура журналистики изменится и ныне самостоятельная газета, радио, телевидение сольются в своеобразные объединения с общим информационным центром, планированием и измерением эффективности их воздействия на массы».
«Стирание границ между медиа как средствами обоюдной коммуникации, такими как телефон, почта, телеграф и как средствами массовой коммуникации, такими как пресса,
радио и телевидение» Итьель де Соло Пуль
Дэниел Белл обозначил особенности новых концепций и представлений об информационном обществе и выдвинул идею, где конвергенция была воспринята и переосмыслена в новом контексте. С 1970-х годов понятие «конвергенция» все чаще употребляется для обозначения интеграции информационных и коммуникационных технологических устройств, например, компьютеров, телефонов, телевизоров. Дальнейшее развитие термин получил в ходе обсуждений о дерегулировании телекоммуникационного рынка в США и вещательного рынка в Западной Европе в 1980-х годах. Но лишь в 1990-е годы быстрое внедрение Интернета в обыденную жизнь миллионов людей придало разговорам о конвергенции широкий практический смысл.
Именно последние 20 лет начали всерьёз говорить о мультимедиа. Это произошло в связи с прогрессом и развитием компьютерной техники, компьютерных носителей и компьютерных сетей как способа трансляции. Ведь именно эти технологии позволили объединить внутри одного носителя — компакт-диска, разные ранее необъединимые средства коммуникации — визуальную, текстовую и звуковую, речевую.

## Тенденции журналистики

### Мультимедийный продукт
На сегодняшний день работа с видеомонтажом, с цветом, компьютерная обработка фотографий, анимация, инфографика, работа со звуком, достигли необычайных высот. Все эти художественно-изобразительные средства свободно интегрируются в медиа. Сегодня уровень технологий создания продукта СМИ позволяет реализовать любую творческую идею. Сегодня одной из наиболее успешных концепций развития медиаиндустрии и отношений между СМИ и аудиторией стало мультимедиа. Специалисты определяют его как «интеграцию двух или более коммуникационных средств и каналов с компьютером». Теперь под словом «мультимедиа» понимается передача информации одновременно несколькими коммуникационными каналами: аудио-, видео-, виртуальных коммуникаций. Поэтому мультимедиа можно легко представить как единую информационную систему, в основе которой оперирует любые типы СМИ, чьи информационные продукты частично «сливаются» друг с другом.

### Мультимедийная история
Благодаря влиянию интернет-технологий многие традиционные жанры стали мультимедийными. В результате появились новые «гибридные жанры» в интернет-журналистике.
Процесс влияния интернета на традиционный журналистский текст, в первую очередь, привел к возникновению именно такого гибридного жанра как мультимедийная история.
Информационный атом — это наименьшая единица информации. Она может быть выражена в виде текста, фотографии или рисунка, аудио- или видеоматериал. При сочетании атомов образуется инфомолекула..
Мультимедийная история или статья — это информационный жанр онлайн-журналистики, сочетающий в себе элементы медиаконвергенции, обладающий свойством интерактивности, состоящей из информационных единиц разных жанров. Феномен мультимедийной истории предполагает, что новостная информация состоит из элементов различных языков: визуальных, текстовых, графических, аудиовизуальных.
Если радио позволяет узнать что произошло, телевидение позволяет увидеть как это происходило, а газета на следующий день позволяет узнать почему это произошло, то благодаря влиянию интернета ответы на все эти вопросы содержатся в одном журналистском тексте. В итоге мы получаем совершенно новый продукт, обладающий уникальными свойствами, технологией производства, особенностями восприятия.
Мультимедийная история может включать в себя:
- текст с гиперссылками,
- видео,
- фото,
- слайд-шоу,
- аудио,
- инфографика,
- карикатура,
- интерактивные формы (голосование, комментарии, рейтинги).

Их удобно классифицировать на первичные и вторичные компоненты. К первичным можно отнести текст с ссылками на другие ресурсы, фото, видео или аудио. Без этого не обходится не один материал. Все остальные являются второстепенными.
Если в традиционном жанре заметки текст выполняет первостепенную роль, то в мультимедийной заметке это не обязательно так. Основную информацию может нести картинка, фоторяд. Текст же выполняет роль комментария, уточнения, заголовка и т. д.
Становление информационного общества и стремительное развитие технологий кардинально изменили инфокоммуникационный процесс. Появление и распространение интернета создало уникальную информационную среду, в которой могут синтезироваться различные виды вербальных, визуальных и аудиальных сведений.  
В свою очередь, психологический портрет аудитории из пассивных потребителей трансформировался в  активных участников, которые посредством современных технических средств активно влияют на информационное поле. Кроме этого, в условиях ускоренного ритма жизни характер потребления массовой информации значительно изменился. Пользователь стремится к индивидуализированному получению сведений в интернете посредством компьютера и мобильных устройств, при этом предпочитает самостоятельно выбирать формат и объем необходимой ему информации.
Для удержания изменившейся аудитории  современные масс-медиа пересматривают традиционные модели функционирования, происходит процесс конвергенции, создаются высокотехнологичные ньюсрумы для производства совершенно нового журналистского продукта. Таким образом, процесс конвергенции распространяется абсолютно на все области журналистики, начиная от слияния медиапредприятий, заканчивая объединением вербальных, визуальных и аудиальных форматов в одном произведении. 
Трансформация медиатекста в интернет-пространство значительно изменяет его структуру. Это приводит к появлению совершенно новых форматов предъявления сведений, приоритетное место среди которых занимает жанр «мультимедийная статья». Этот молодой и очень объемный жанр заключает в себе все существующие выразительные возможности журналистики, объединяет усилия целой команды универсальных журналистов, создается посредством самых современных информационных технологий, повышая ценность и действенность информации для современной активной аудитории. Эффективность и необходимость реализации мультимедийной статьи для любой конвергентной редакции очевидна. В этом и заключается актуальность мультимедийной журналистики.

### «Новые медиа»
Понятие «новые медиа» вошли в нашу жизнь с появлением цифровых, информационных, компьютерных, сетевых технологий и коммуникаций. Под «новыми медиа» понимается «любая медиапродукция, являющаяся интерактивной, и распространяемая цифровыми методами». Сегодня представлены основные критерии, по которым можно определить и разделить медиа на традиционные и «новые». Это, в первую очередь, доступность и способы доставки конечного продукта потребителю, а также интерактивность, которая является ключевой характеристикой «новых медиа». Так же нельзя не учитывать важность Интернета в становлении «новых медиа». Именно развитие Интернета предоставило новые возможности для распространения информационного продукта: аудио-, видео-, изображение, текст, графику.

### Контент СМИ
Контент СМИ или с англ. содержание в медиаиндустрии определяется как данные в виде текста, звука, зрительных образов или объединения мультимедийных данных. Они представлены в аналоговом или цифровом формате на разнообразных носителях. Сюда можно отнести бумагу, магнитные или оптические запоминающие устройства, а также микрофильмы. Контент предоставляет широкий спектр содержания текстовых единиц, фотографий, видео, инфографики, аудио-подкастов. Сегодня информация доходит до потребителя именно в том формате, в каком он захочет её принять.

## Конвергентная редакция
Сегодня конвергентная редакция считается одной из перспективных моделей развития медиа. Идея самой концепции объединенной редакции заложена в интеграции всех возможных на сегодня форматов медиа-продукта: онлайн, печатного, мобильного, а также вещательного. Вообще реализация идеи конвергенции подразумевает «новую систему» производства информационного продукта, в котором основной идеей является создание полноценной конвергентной редакции. Теперь такие форматы редакции действуют по принципу трансмедийного повествования, которые обмениваются информацией, анонсами, а также ссылками на материалы СМИ участников самого процесса создания общего информационного продукта. При этом единый информационный центр увеличивает свой потенциал и повышает качество поставляемых новостей, тем самым удовлетворяя потребности различной аудитории.

### Типы конвергентных редакций
Мультимедийная редакция — это редакция, в которой ключевым является наличие специально подготовленных редакторов для каждого технологического пласта издательства. Здесь имеются в виду отдельные редакционные единицы, которые работают одновременно для печатной и онлайн версий издания.
Интегрированная редакция — это редакция, в которой объединяются все новостные потоки, проходящие на основных технологических пластах издательства. Это происходит на уровне планирования и производства, обеспечивающего контент, содержащий все информационные каналы. В такой редакции нет одного работника, ответственного за определенный информационный канал. Ответственность за освещение новостей на печатных и цифровых пластах издательства лежит на плечах редактора определенного тематического отдела.
Кросс-медийная редакция — это редакция, в которой рабочий процесс происходит по принципу взаимного обмена информацией. Сюда относится создание, обработка и распространение контента, которые производятся сразу для всех технологических пластов издательства. В такой редакции работники различных тематических отделов создают контент и для печатной, и для онлайн версии издания. Это позволяет обеспечивать видео- и аудио-роликами веб-сайт.

## «Новый» журналист
Сегодня в процесс СМИ происходит внедрение идеи «универсального журналиста», или «нового» журналиста. Такой журналист является основной рабочей единицей современной медиасреды. Журналистам, которые работая в конвергентной редакции, необходимо избавиться от принципа вражды между представителями разных видов СМИ. Это поможет повысить уровень создания медиапродукта.
Основным качеством «универсального» медиаработника является умение быстро определять лучший формат подачи информационного продукта. Для того, чтобы иметь четкое представление о том, какой контент лучше, журналист должен обладать навыками работы в различных видах СМИ и знать, каким образом контент определенного типа создается. Стоит отметить, что «новый» журналист должен уметь снимать видео, производить текст, записывать аудио-подкасты, монтировать сюжеты, работать с блогами, чтобы собрать значительное количество информации, и максимально раскрыть суть медиапродукта. Для этого «универсальному журналисту» важно научиться мыслить мультимедийно.
«Новый журналист», работающий в конвергентной редакции должен уметь:
- производить новостные материалы для онлайн ресурсов;
- загружать аудио- и видео-подкасты в Интернет;
- снимать видео-репортажи;
- делать фотографии, а также обрабатывать их и загружать в Интернет;
- оперативно работать на компьютере;
- ориентироваться в сети Интернет;
- делать новостные сообщения в виде SMS-сообщений;
- использовать всевозможные компьютерные программы;
- передавать информацию через Wi-Fi сразу в выпуск, в номер и на сайт;
- вести всевозможные блоги;
- отбирать качественные факты и данные;
- быть доступным в любое время суток.